# مباراة رسمية
هي مباراة تلعب من أجل الوصول إلى كأس و ربح اللقب وهي عكس المباراة الودية تكون المنافسة فيها علي أشدها من أجل الانتصار فيها وتعتبر المباراة الرسمية مقياسا عالميا لتحديد قوة البطولة أو الكأس في كل مستويات الرياضة الجماعية لأنه في النهاية المباراة الودية تتجلي في تحضيرات الفرق وتتجلي أهمية المباراة الرسمية في ربح الألقاب وحصد البطولات ولا يهم أن تكون بين أندية أو منتخبات.